# Maurice Dériaz

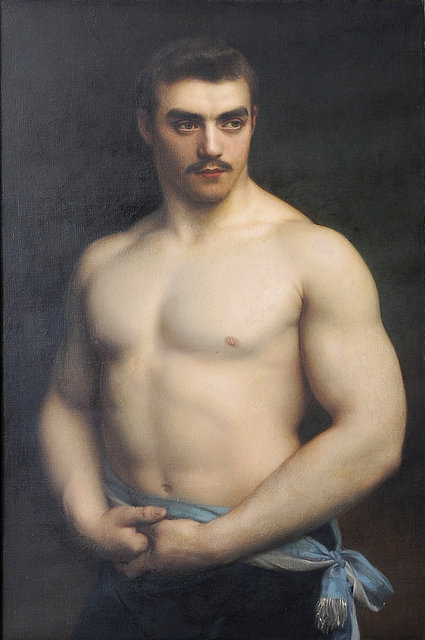
Portrait von Maurice Dériaz von Gustave Courtois (1907)

Maurice Dériaz (* 14. April 1885 in Baulmes, Schweiz; † 19. Juli 1974) war ein Schweizer Kraftsportler, Strongman und Ringer.
Bekanntheit erlangte er als mehrfacher Champion im griechisch-römischen Ringen sowie durch das einarmige Stemmen von 103 kg. Er trat europaweit auf und wurde auch Le lion suisse und Roi de la beauté plastique genannt.
Der französische Maler Gustave Courtois portraitierte Dériaz im Jahr 1907. Dériaz stand ausserdem Modell für seine Werke Hercule au pied d’Omphale (1912) sowie Persée délivrant Andromède (1913).